# Họ Lục bình
Họ Lục bình hay họ Bèo tây (danh pháp khoa học: Pontederiaceae) là một họ thực vật hạt kín.
Hệ thống APG III năm 2009 (không thay đổi so với Hệ thống APG II năm 2003 và Hệ thống APG năm 1998) đặt họ này trong bộ Commelinales của nhánh commelinids thuộc nhánh lớn là monocots. Đây là một họ nhỏ chứa các loài thực vật thủy sinh sống trôi nổi hay cắm rễ xuống bùn, rễ chùm, có hoa lưỡng tính, đối xứng tỏa tia là chủ yếu, nhưng có loài đối xứng hai bên. Điểm đặc biệt là hoa dị kiểu (hay dị nhụy), sinh sống trong khu vực nhiệt đới và cận nhiệt đới. Charles Darwin đã từng có sự quan tâm tới dạng đặc biệt của hoa dị kiểu được tìm thấy trong họ này, được gọi là hoa ba kiểu. Tất nhiên không phải loài nào trong họ cũng là dạng hoa dị kiểu. Thân sinh dưỡng ngắn hay bò lan, mập. Lá mọc thành dạng giống như nơ hay phân bố dọc theo thân, xếp thành 2 dãy. Họ này theo APG chứa khoảng 33 loài.
Loài được biết đến nhiều nhất có lẽ là lục bình hay bèo tây (Eichhornia crassipes), một loài thực vật xâm hại tại nhiều vùng nước. Loài biến đổi cao Hydrothrix gardneri là thực vật thủy sinh với hoa giả (đầu hoa) gồm 2 hoa.

## Phân loại
Các hệ thống phân loại ghi nhận 2 tới 6 hoặc 9 chi và khoảng 33 loài trong họ như sau.
- Heteranthera Ruiz & Pav., 1794 (gồm cả Buchosia, Heterandra, Leptanthus, Lunania, Phrynium, Schollera, Triexastima): Dị nhị hoa. Khoảng 11 loài tại Tây bán cầu và châu Phi.
- Eurystemon Alexander, 1937. Có thể gộp trong chi Heteranthera.
- Hydrothrix J.D.Hooker, 1887 (gồm cả Hookerina): 1 loài lục thủy sam ở đông Brasil. Có thể gộp trong chi Heteranthera.
- Scholleropsis H.Perrier, 1936: 1 loài tại Madagascar. Có thể gộp trong chi Heteranthera.
- Zosterella Small, 1913: Nghĩ cam tảo. Có thể gộp trong chi Heteranthera.
- Pontederia L., 1753 (gồm cả Umsema, Unisema, Narukila, Hirschtia): Thoa ngư thảo. Khoảng 6 loài ở Tây bán cầu.
- Eichhornia Kunth, 1842 (bao gồm cả Cabanisia,  Leptosomus, Piaropus): Bèo tây, bèo lục bình, bèo Nhật Bản, phượng nhãn lam. Một số tài liệu ghi nhận tới 7 loài trong chi này. Có thể gộp vào chi Pontederia.
- Monochoria C.Presl, 1827 (gồm cả Calcarunia, Carigola, Gomphima, Limnostachys): Rau mác, vũ cửu hoa. Khoảng 8 loài ở vùng nhiệt đới và cận nhiệt đới châu Phi, châu Á và Australia. Có thể gộp vào chi Pontederia.
- Reussia Endlicher, 1836. Có thể gộp trong chi Pontederia.

Ở Việt Nam có 2 chi (Monochoria, Eichhornia) và 5 - 6 loài.

## Phát sinh chủng loài
Cây phát sinh chủng loài dưới đây lấy theo APG III.
|  | Commelinaceae |
|  |               |
|  | Hanguanaceae  |
|  |               |

|  | Philydraceae                                                     |
|  |                                                                  |
|  | \| \| Haemodoraceae \| \| \| \| \| \| Pontederiaceae \| \| \| \| |
|  |                                                                  |
|  | Haemodoraceae                                                    |
|  |                                                                  |
|  | Pontederiaceae                                                   |
|  |                                                                  |

|  | Haemodoraceae  |
|  |                |
|  | Pontederiaceae |
|  |                |

|  | Commelinaceae |
|  |               |
|  | Hanguanaceae  |
|  |               |

|  | Philydraceae                                                     |
|  |                                                                  |
|  | \| \| Haemodoraceae \| \| \| \| \| \| Pontederiaceae \| \| \| \| |
|  |                                                                  |
|  | Haemodoraceae                                                    |
|  |                                                                  |
|  | Pontederiaceae                                                   |
|  |                                                                  |

|  | Haemodoraceae  |
|  |                |
|  | Pontederiaceae |
|  |                |

Trong phạm vi nội bộ họ Pontederiaceae thì Eichhornia là cận ngành hoặc đa ngành, với Pontederia và Monochoria lồng sâu trong nó.
Heteranthera luôn được phục hồi như là cận ngành với các chi đơn loài Eurystemon, Hydrothrix, Scholleropsis và Zosterella. Do Zosterella từng được coi như là một phần của Heteranthera (ví dụ trong MacMillan, 1892), còn loài duy nhất của Eurystemon (Eurystemon mexicanus) nguyên được mô tả trong Heteranthera như là Heteranthera mexicana Watson, 1883, nên việc gộp lại trong Heteranthera là tự nhiên và việc tái tổ hợp tên gọi là không cần thiết. Các phát sinh chủng loài sử dụng bộ dữ liệu hình thái cũng phục hồi Hydrothrix và Scholleropsis là lồng sâu trong Heteranthera (Eckenwalder & Barrett 1986); trong khi các bộ dữ liệu phân tử và tổ hợp lại phục hồi Hydrothrix hoặc là lồng trong Heteranthera (Graham & Barrett 1995, Graham et al. 1998, Ness et al. 2011), trong đa phân với Heteranthera (Barrett & Graham 1997, Graham et al. 1998, Ness et al. 2011), hoặc như là nhóm chị - em của nó (Kohn et al. 1996, Barret & Graham 1997, Graham et al. 1998, Ness et al. 2011). Tuy nhiên, mặc cho chứng cứ quan hệ phát sinh chủng loài mật thiết của 2 chi này với Heteranthera, các loài của Hydrothrix và Scholleropsis cho tới năm 2017 chưa bao giờ được chuyển chính thức sang Heteranthera. Năm 2017, Pellegrini đã chuyển chúng sang Heteranthera, với các danh pháp tương ứng là Hydrothrix gardneri = Hydrothrix verticillaris= Hookerina gardneri = Heteranthera gardneri và Scholleropsis lutea = Heteranthera lutea.